# Pekan Olahraga Nasional XX/Badminton
Badminton wurde bei den Pekan Olahraga Nasional XX vom 10. bis zum 13. Oktober 2021 in Jayapura gespielt.

## Medaillengewinner
| Disziplin    | Gold | Silber | Bronze |
| ------------ | --- | --- | --- |
| Herreneinzel | Panji Ahmad Maulana | Syabda Perkasa Belawa | Bobby Setiabudi |
| Herreneinzel | Panji Ahmad Maulana | Syabda Perkasa Belawa | Ikhsan Leonardo Emanuel Rumbay |
| Dameneinzel  | Saifi Riska Nurhidayah | Komang Ayu Cahya Dewi | Sri Fatmawati |
| Dameneinzel  | Saifi Riska Nurhidayah | Komang Ayu Cahya Dewi | Gabriela Meilani Moningka |
| Herrendoppel | Muhammad Shohibul Fikri Pramudia Kusumawardana                                                                                                  | Adnan Maulana Ghifari Ananda | Calvin Kristanto Mohammad Reza Pahlevi Isfahani |
| Herrendoppel | Muhammad Shohibul Fikri Pramudia Kusumawardana                                                                                                  | Adnan Maulana Ghifari Ananda | Amri Syahnawi Yeremia Erich Yotje Y. Rambitan |
| Damendoppel  | Febriana Dwi Puji Kusuma Marsheilla Gischa Islami                                                                                               | Melani Mamahit Rayhan Vania Salsabila | Aurum Oktavia Winata Nahla Aufa Dhia Ulhaq |
| Damendoppel  | Febriana Dwi Puji Kusuma Marsheilla Gischa Islami                                                                                               | Melani Mamahit Rayhan Vania Salsabila | Serena Kani Tryola Nadia |
| Mixed        | Rehan Naufal Kusharjanto Marheilla Gischa Islami                                                                                                | Bagas Maulana Indah Cahya Sari Jamil | Andhika Ramadiansyah Hediana Julimarbela |
| Mixed        | Rehan Naufal Kusharjanto Marheilla Gischa Islami                                                                                                | Bagas Maulana Indah Cahya Sari Jamil | Nyoman Tryadnya Arya Kurniawan Ayu Gary Luma Maharani |
| Herrenteam   | Jakarta Adnan Maulana Amri Syahnawi Christian Adinata Frengky Wijaya Putra Ghifari Anandaffa Prihardika Karono Yeremia Rambitan Yonathan Ramlie | Jawa Barat Abiyyu Fauzan Majid Alvi Wijaya Chairullah Andika Ramadiansyah M. Fachricar A. Mansur Muhammad Shohibul Fikri Panji Ahmad Maulana Pramudya Kusumawardana Syabda Perkasa Belawa | Jawa Timur Ade Bagus Sapta Ramadhany Aldy Firmanda Calvin Kristanto Gatjra Piliang Fiqihilahi Cupu Hendra Gustiawan Mohamed Reza Pahlevi Isfahani Nur Yahya Ady Velani Rehan Naufal Kusharjanto |
| Herrenteam   | Jakarta Adnan Maulana Amri Syahnawi Christian Adinata Frengky Wijaya Putra Ghifari Anandaffa Prihardika Karono Yeremia Rambitan Yonathan Ramlie | Jawa Barat Abiyyu Fauzan Majid Alvi Wijaya Chairullah Andika Ramadiansyah M. Fachricar A. Mansur Muhammad Shohibul Fikri Panji Ahmad Maulana Pramudya Kusumawardana Syabda Perkasa Belawa | Jawa Tengah Alberto Alvin Yulianto Asghar Herfanda Bagas Kristianto Nugroho Bagas Maulana Bobby Setiabudi Daniel Edgar Marvino Ghana Muhammad Al Ilham                                          |
| Damenteam    | Jawa Timur Desima Aqmar Syarafina Febriana Dwipuji Kusuma Made Dinda Windiasari Marsheilla Gischa Islami Sri Fatmawati                          | Jakarta Angelica Wiratama Aurum Oktavia Winata Nahla Aufa Dhia Ulhaq Ruselli Hartawan Stephanie Widjaja                                                                                   | Bali Ayu Gary Luna Maharani Komang Ayu Cahya Dewi Made Deya Surya Saraswati Ni Made Pranita Sulistya Devi                                                                                       |
| Damenteam    | Jawa Timur Desima Aqmar Syarafina Febriana Dwipuji Kusuma Made Dinda Windiasari Marsheilla Gischa Islami Sri Fatmawati                          | Jakarta Angelica Wiratama Aurum Oktavia Winata Nahla Aufa Dhia Ulhaq Ruselli Hartawan Stephanie Widjaja                                                                                   | Papua Angelica Febriana Timporok Asty Dwi Widyaningrum Brigita Marcelia Rumambi Ester Nurumi Tri Wardoyo Gabriela Meilani Moningka Virginia Sarce Runtukahu                                     |